# Астрени
Астре́ни (бел. Астрэ́ні) — деревня в составе Войниловского сельсовета Чаусского района Могилёвской области Республики Беларусь.

## Население
- 2010 год — 12 человек